# Chapelle Saint-Nicolas d'Autun
La chapelle Saint-Nicolas est une chapelle située à Autun, en France.

## Localisation
Elle est située dans le département français de Saône-et-Loire, sur la commune d'Autun, rue Saint-Nicolas, à proximité du musée lapidaire.

## Historique
La chapelle Saint-Nicolas dépendait au XIIe siècle d'un hôpital de pèlerins, l'hôpital Saint-Nicolas, situé dans le quartier de Marchaux, situé dans la partie nord de la ville d'Autun. Le plus ancien titre connu date de 1218.
L'hôpital a été supprimé en 1668.
La chapelle était la propriété de M. Jovet quand le président de la Société éduenne, Jacques-Gabriel Bulliot, a pris contact avec lui pour y installer un musée lapidaire en 1861, le musée lapidaire Saint-Nicolas.

## Protection
L'édifice est classé au titre des monuments historiques le 12 juillet 1945.